# Juan de Marcos González
Pour les articles homonymes, voir Juan González et González.
Juan de Marcos González, né le 29 janvier 1954 à La Havane, est un guitariste et chanteur cubain.

## Biographie
Son père était chanteur et a joué avec le grand Arsenio Rodriguez. 
À l'université, il étudie l'hydraulique et le russe avant de travailler comme conseiller à l'institut des sciences agronomiques, obtenant son doctorat en agronomie en 1989.
Il cofonde le groupe Sierra Maestra en 1978.
En 1994, ils enregistrent Dundunbanza : leur maison de disques World Circuit les a encouragés à prendre modèle sur les groupes des années 1940 et 1950, comme celui d'Arsenio Rodriguez, et à inclure un piano et d'avoir une section cuivres plus importante.
En 1996, il forme Afro-Cuban All Stars : il veut ressusciter le big band cubain des années 1950
et faire redécouvrir les vieilles gloires oubliées et retraitées de cet âge d'or de la musique cubaine.
C'est ainsi qu'il retrouve Rubén González qui n'avait même plus de piano chez lui, ou Ibrahim Ferrer, égaré cireur de chaussures... 
Avec une partie de ces musiciens, il forme le légendaire Buena Vista Social Club.
Juan de Marcos González a créé son propre label, DM Ahora.
En 2021, il double le personnage d'Andrés Hernández dans le film d'animation Vivo.